# Žerjav (stroj)
Žerjav je vrsta stroja, običajno opremljenega z dvižno vrvjo, žičnimi vrvmi ali verigami in snopiči, ki se lahko uporablja za dviganje in spuščanje materialov ter za njihovo vodoravno premikanje. Uporablja se predvsem za dvigovanje težkih predmetov in njihov transport na druga mesta. Naprava uporablja enega ali več preprostih strojev za ustvarjanje mehanske prednosti in tako premakne bremena, ki presegajo običajne zmožnosti človeka. Žerjavi se običajno uporabljajo v transportu za nakladanje in razkladanje tovora, v gradbeništvu za premikanje materialov in v proizvodnji za sestavljanje težke opreme.
Prvi znani žerjavni stroj je bil šaduf, naprava za dvigovanje vode, ki so jo izumili v starodavni Mezopotamiji (sodobni Irak), nato pa se je pojavil v staroegipčanski tehnologiji. Gradbeni žerjavi so se kasneje pojavili v Antični Grčiji, kjer so jih poganjali ljudje ali živali (na primer osli), uporabljali pa so jih za gradnjo stavb. Večji žerjavi so bili pozneje razviti v Rimskem cesarstvu, pri čemer so uporabljali človeška tekalna kolesa, kar je omogočalo dvigovanje težjih bremen. V visokem srednjem veku so bili uvedeni pristaniški žerjavi za nakladanje in razkladanje ladij ter pomoč pri njihovi gradnji – nekateri so bili vgrajeni v kamnite stolpe za dodatno moč in stabilnost. 
Najzgodnejši žerjavi so bili zgrajeni iz lesa, vendar so lito železo, železo in jeklo prevzeli s prihodom industrijske revolucije.
Dolga stoletja so moč pridobivali s fizičnim naporom ljudi ali živali, čeprav je dvigala v vodnih mlinih in vetrnicah lahko poganjala izkoriščena naravna moč. Prvo mehansko moč so zagotovili parni stroji. Prvi parni žerjav je bil uveden v 18. ali 19. stoletju, mnogi pa so ostali v uporabi tudi v poznem 20. stoletju. Sodobni žerjavi običajno uporabljajo motorje z notranjim zgorevanjem ali električne motorje in hidravlične sisteme, da zagotovijo veliko večjo dvižno zmogljivost, kot je bilo mogoče prej, čeprav se ročna žerjava še vedno uporabljajo tam, kjer bi bilo zagotavljanje moči neekonomično.
Obstaja veliko različnih vrst žerjavov, od katerih je vsak prilagojen določeni uporabi. Velikosti segajo od najmanjših žerjavov, ki se uporabljajo v delavnicah, do najvišjih stolpnih žerjavov, ki se uporabljajo za gradnjo visokih stavb. Mini-žerjavi se uporabljajo tudi za gradnjo visokih stavb, da olajšajo gradnjo z doseganjem tesnih prostorov. Veliki plavajoči žerjavi se običajno uporabljajo za gradnjo 
naftnih ploščadi in reševanje potopljenih ladij.
Nekateri dvižni stroji ne ustrezajo natančno zgornji definiciji žerjava, vendar so na splošno znani kot žerjavi, kot so žerjavi viličarji in žerjavi nakladalniki.

## Etimologija
Žerjavi so bili tako imenovani zaradi podobnosti z dolgim vratom ptice, starogrško γερανός, francosko grue.

## Zgodovina

### Antičnii Bližnji vzhod
Prva vrsta žerjavnega stroja je bil šaduf, ki je imel vzvodni mehanizem in se je uporabljal za dvigovanje vode za namakanje. Izumili so ga v Mezopotamiji (sodobni Irak) okoli 3000 pr. n. št. Šadouf se je pozneje pojavil v staroegipčanski tehnologiji okoli 2000 pr. n. št.

### Antična Grčija
Žerjav za dvigovanje težkih bremen so razvili stari Grki v poznem 6. stoletju pred našim štetjem. Arheološki zapisi kažejo, da se najkasneje do letas 515 pr. n. št. na kamnitih blokih grških templjev začnejo pojavljati značilni odrezki tako za dvižne klešče kot dvižno držalo. Ker te luknje kažejo na uporabo dvižne naprave in ker jih je mogoče najti nad težiščem bloka ali v parih, enako oddaljenih od točke nad težiščem, jih arheologi obravnavajo kot pozitivne potrebna dokazila za obstoj žerjava.
Uvedba vitla in dvigala s škripcem je kmalu privedla do razširjene zamenjave klančin kot glavnega sredstva navpičnega gibanja. V naslednjih 200 letih so grška gradbišča priča močnemu zmanjšanju obremenjenih uteži, saj je zaradi nove tehnike dviganja uporaba več manjših kamnov bolj praktična kot manj večjih. V nasprotju z arhaičnim obdobjem z vzorcem vedno večjih blokov so grški templji klasične dobe, kot je Partenon, vedno vsebovali kamnite bloke, ki so tehtali manj kot 15–20 ton. Prav tako je bila praksa postavljanja velikih monolitnih stebrov praktično opuščena v korist uporabe več stebrnih bobnov.
Čeprav natančne okoliščine prehoda z ramp na žerjavno tehnologijo ostajajo nejasne, se trdi, da so bile nestanovitne družbene in politične razmere v Grčiji bolj primerne za zaposlovanje majhnih profesionalnih gradbenih ekip kot velikega števila nekvalificirane delovne sile, zaradi česar je bil žerjav boljši od grškega polisa pred bolj delovno intenzivno rampo, ki je bila običajna v avtokratskih družbah Egipta ali Asirije.
Prvi nedvoumen literarni dokaz o obstoju sestavljenega sistema škripcev se pojavi v Mehanskih problemih (Mech. 18, 853a32–853b13), ki se pripisujejo Aristotelu (384–322 pr. n. št.), vendar so morda sestavljeni nekoliko pozneje. Približno v istem času so se velikosti blokov v grških templjih spet začele ujemati z njihovimi arhaičnimi predhodniki, kar kaže na to, da je bolj sofisticirana sestavljena jermenica morala že do takrat najti pot do grških gradbišč.

### Rimsko cesarstvo
Razcvet žerjavov v starih časih je bil v času Rimskega cesarstva, ko se je gradbena dejavnost močno povečala in so stavbe dosegle ogromne razsežnosti. Rimljani so sprejeli grški žerjav in ga naprej razvijali. O njihovih tehnikah dviganja smo razmeroma dobro obveščeni, zahvaljujoč precej obširnim poročilom inženirjev Vitruvija (De Architectura 10.2, 1–10) in Herona iz Aleksandrije (Mechanica 3.2–5). Obstajata tudi dva ohranjena reliefa rimskih žerjavov s tekalnimi kolesi, pri čemer je Haterijev nagrobnik iz poznega 1. stoletja našega štetja še posebej podroben.
Najpreprostejši rimski žerjav, trispastos, je bil sestavljen iz enosmernega kraka, vitla, vrvi in bloka s tremi škripci. Ob mehanski prednosti 3:1 je bilo izračunano, da lahko en človek, ki dela z vitlom, dvigne 150 kg (3 škripci x 50 kg), ob predpostavki, da 50 kg predstavlja največji napor, ki ga človek lahko vloži v daljšem časovnem obdobju. Težji tipi žerjavov so imeli pet škripcev (pentaspastos) ali, v primeru največjega, sklop tri krat pet škripcev (Polyspastos) in so bili opremljeni z dvema, tremi ali štirimi drogovi, odvisno od največje obremenitve. Polispastos, ko so ga delali štirje možje na obeh straneh vitla, je lahko zlahka dvignil 3000 kg(3 vrvi x 5 škripcev x 4 možje x 50 kg). Če bi vitel zamenjali s tekalnim kolesom, bi lahko največjo obremenitev podvojili na 6.000 kg le pri polovici posadke, saj ima tekalno kolo veliko večjo mehansko prednost zaradi večjega premera. To je pomenilo, da je v primerjavi z gradnjo starodavnih egipčanskih piramid, kjer je bilo za premikanje 2,5 tone težkega kamnitega bloka po klančini (50 kg na osebo) potrebnih približno 50 mož, dvižna zmogljivost rimskega polyspastosa se je izkazala za 60-krat večjo (3000 kg na osebo).
Vendar pa številne obstoječe rimske stavbe, ki imajo veliko težje kamnite bloke od tistih, ki jih obdeluje polispastos, kažejo, da je splošna dvižna zmogljivost Rimljanov daleč presegala zmogljivost katerega koli posameznega žerjava. V Jupitrovem templju v Baalbeku, na primer, arhitravni bloki tehtajo do 60 ton vsak, en vogalni venčni blok pa celo več kot 100 ton, vsi pa so dvignjeni na višino približno 19 m. V Rimu glavni blok Trajanovega stebra tehta 53,3 tone, ki ga je bilo treba dvigniti na višino približno 34 m (glej konstrukcijo Trajanovega stebra).
Domneva se, da so rimski inženirji dvignili te izjemne uteži z dvema ukrepoma (glej spodnjo sliko za primerljivo renesančno tehniko): Najprej so, kot je predlagal Heron, postavili dvižni stolp, katerega štirje jambori so bili razporejeni v obliki štirikotnika z vzporednimi strani, podobno kot oblegovalni stolp, vendar s stebrom na sredini stavbe (Mechanica 3.5). Drugič, na tla okoli stolpa so postavili množico zapornikov, kajti čeprav imajo nižje razmerje vzvoda kot tekalna kolesa, jih je bilo mogoče postaviti v večjem številu in jih je lahko vodilo več ljudi (in poleg tega vprežne živali). To uporabo več zapornikov opisuje tudi Ammianj Marcellin (17.4.15) v povezavi z dvigom obeliska Lateranense v Circus Maximus (ok. 357 n. št.). Največjo dvižno zmogljivost posameznega vretena je mogoče določiti s številom lukenj železnih klinov, izvrtanih v monolit. V primeru arhitravnih blokov iz Baalbeka, ki tehtajo med 55 in 60 ton, osem obstoječih lukenj nakazuje dovoljeno težo 7,5 tone na klin. Dvigovanje tako težkih bremen v usklajenem delovanju je zahtevalo veliko koordinacije med delovnimi skupinami, ki so uporabljale silo za strehe.

### Srednji vek
V visokem srednjem veku je bil žerjav na tekalnem kolesu ponovno uveden v velikem obsegu, potem ko se je ta tehnologija v zahodni Evropi z razpadom Zahodnega rimskega cesarstva opustila. Najzgodnejša omemba tekalnega kolesa (magna rota) se ponovno pojavi v arhivski literaturi v Franciji okoli leta 1225, čemur sledi iluminirana upodobitev v rokopisu verjetno prav tako francoskega izvora iz leta 1240. V navigaciji so najzgodnejše uporabe pristaniških žerjavov dokumentirane za Utrecht leta 1244, Antwerpen leta 1263, Brugge leta 1288 in Hamburg leta 1291, medtem ko v Angliji tekalno kolo ni zabeleženo pred letom 1331.
Na splošno bi se vertikalni transport lahko izvedel varneje in ceneje z žerjavi kot z običajnimi metodami. Tipična področja uporabe so bila pristanišča, rudniki in zlasti gradbišča, kjer je imel žerjav na tekalnem kolesu ključno vlogo pri gradnji visokih gotskih stolnic. Kljub temu tako arhivski kot slikovni viri tistega časa kažejo, da na novo uvedeni stroji, kot so tekalna kolesa ali samokolnice, niso v celoti nadomestili bolj delovno intenzivnih metod, kot so lestve, kljuke in ročni vozički. Namesto tega so stari in novi stroji še naprej soobstajali na srednjeveških gradbiščih in pristaniščih.
Srednjeveške upodobitve prikazujejo žerjave, ki jih ročno poganjajo vitla s sekajočimi naperami, ročice, v 15. stoletju pa tudi vitla v obliki ladijskega kolesa. Znano je, da so bili vztrajniki v uporabi že leta 1123, da bi zgladili nepravilnosti impulzov in premagali 'mrtve točke' v procesu dviganja.
Natančen postopek, s katerim je bil žerjav na tekalnem kolesu ponovno uveden, ni zabeležen, čeprav je treba njegovo vrnitev na gradbišča nedvomno gledati v tesni povezavi s sočasnim vzponom gotske arhitekture. Ponovna pojavnost žerjava na tekalnem kolesu je morda posledica tehnološkega razvoja vitla, iz katerega se je strukturno in mehansko razvilo tekalno kolo. Druga možnost je, da srednjeveško tekalno kolo morda predstavlja namerno reinvencijo svojega rimskega predhodnika, vzetega iz Vitruvijeve De architectura, ki je bila na voljo v številnih samostanskih knjižnicah. Njegovo ponovno uvedbo je morda navdihnilo tudi opazovanje delovnih lastnosti vodnega kolesa, s katerim so si zgodnja tekalna kolesa delila veliko strukturnih podobnosti.

#### Struktura in postavitev
Srednjeveško tekalno kolo je bilo veliko leseno kolo, ki se je vrtelo okoli osrednje gredi z dovolj široko tekalno potjo, da sta dva delavca hodila drug ob drugem. Medtem ko je prejšnje kolo z roko imelo napere neposredno v središčno gred, je imel naprednejši tip »roke s sponko« krake, razporejene kot tetive na obroč kolesa, kar je omogočilo uporabo tanjše gredi in zagotovilo s tem večjo mehansko prednost.
V nasprotju s splošnim prepričanjem žerjavi na srednjeveških gradbiščih niso bili postavljeni niti na izredno lahke odre, ki so jih uporabljali v tistem času, niti na tanke stene gotskih cerkva, ki niso zmogle prenesti teže dvižnega stroja in bremena. Namesto tega so bili žerjavi nameščeni v začetnih fazah gradnje na tleh, pogosto znotraj stavbe. Ko je bilo dokončano novo nadstropje in so masivni tramovi strehe povezali stene, je bil žerjav razstavljen in ponovno sestavljen na strešne nosilce, od koder so ga med gradnjo obokov premikali iz polja v polje. Tako je žerjav »rastel« in »taval« skupaj z stavbo, tako da so danes vsi obstoječi gradbeni žerjavi v Angliji v cerkvenih stolpih nad obokom in pod streho, kjer so ostali po gradnji stavbe za prinašanje materiala za popravila navzgor.
Redkeje srednjeveške iluminacije prikazujejo tudi žerjave, nameščene na zunanji strani sten s stojalom stroja, pritrjenim na ogrodje.

#### Mehanika in delovanje
V nasprotju s sodobnimi žerjavi so bili srednjeveški žerjavi in dvigala - podobno kot njihovi primerki v Grčiji in Rimu - sposobni predvsem navpičnega dviga in niso bili uporabljeni za premikanje tovora na precejšnje razdalje tudi vodoravno. Temu primerno je bilo dvižno delo na delovnem mestu organizirano drugače kot danes. Pri gradnji stavb se na primer domneva, da je žerjav dvignil kamnite bloke bodisi z dna neposredno na svoje mesto bodisi z mesta nasproti središča zidu, od koder je lahko dostavil bloke za dve ekipi, ki sta delali na vsak konec stene. Poleg tega je vodja žerjava, ki je običajno dajal ukaze delavcem na tekalnem kolesu zunaj žerjava, lahko manipuliral bočno gibanje z majhno vrvjo, pritrjeno na tovor. Že leta 1340 so se pojavili vrtljivi žerjavi, ki so omogočali vrtenje tovora in so bili zato posebej primerni za delo ob pristanišču. Medtem ko so klesane bloke neposredno dvigovali z zanko, kljuko ali hudičevo spono (nemško Teufelskralle), so druge predmete prej postavljali v posode, kot so palete, košare, lesene škatle ali sodi.
Omeniti velja, da so srednjeveški žerjavi le redko imeli raglje ali zavore, ki so preprečile, da bi tovor tekel nazaj. Ta nenavadna odsotnost je razložena z visoko silo trenja, ki so jo izvajala srednjeveška tekalna kolesa, ki so običajno preprečevala nekontrolirano pospeševanje kolesa.

#### Uporaba v pristanišču
Glede na »sedanje stanje znanja«, ki ga v antiki niso poznali, veljajo nepremični pristaniški žerjavi za nov razvoj srednjega veka. Tipičen pristaniški žerjav je bil vrtljiva struktura, opremljena z dvojnimi tekalnimi kolesi. Ti žerjavi so bili nameščeni ob straneh dokov za nakladanje in razkladanje tovora, kjer so nadomestili ali dopolnili starejše načine dviganja, kot so gugalnice, vitli in dvorišča.
Dve različni vrsti pristaniških žerjavov je mogoče prepoznati z različno geografsko porazdelitvijo: medtem ko so portalne žerjave, ki so se vrteli na osrednji navpični osi, običajno našli na flamski in nizozemski obali, so bila v nemških morskih in celinskih pristaniščih običajno značilni stolpni žerjavi, kjer je bil vitel in tekalna kolesa so bila nameščena v trdnem stolpu, pri čemer sta se vrtela le krak in streha. Žerjavi ob pristaniščih niso bili sprejeti v sredozemski regiji in visoko razvitih italijanskih pristaniščih, kjer so se oblasti po srednjem veku še naprej zanašale na bolj delovno intenzivno metodo razkladanja blaga po klančinah.
Za razliko od gradbenih žerjavov, kjer je bila hitrost dela določena z razmeroma počasnim napredovanjem zidarjev, so imeli pristaniški žerjavi običajno dvojna tekalna kolesa za pospešitev nakladanja. Dve tekalni kolesi, katerih premer je ocenjen na 4 m ali več, sta bili pritrjeni na vsako stran osi in sta se vrteli skupaj. Njihova nosilnost je bila 2–3 tone, kar je očitno ustrezalo običajni velikosti pomorskega tovora. Danes je po eni raziskavi po vsej Evropi še vedno prisotnih petnajst pristaniških žerjavov s tekalnimi kolesi iz predindustrijskih časov. Nekateri pristaniški žerjavi so bili specializirani za montažo jamborov na novozgrajene jadrnice, na primer v Gdansku, Kölnu in Bremnu. Poleg teh stacionarnih dvigal so se v 14. stoletju začela uporabljati plavajoča dvigala, ki jih je bilo mogoče fleksibilno razporediti po celotnem pristaniškem bazenu.

### Zgodnji novi vek
Dvižni stolp, podoben stolpu starih Rimljanov, je leta 1586 renesančni arhitekt Domenico Fontana zelo uspešno uporabil za prestavitev 361 ton težkega vatikanskega obeliska v Rimu. Iz njegovega poročila postane očitno, da je koordinacija dviga med različnimi vlečnimi ekipami zahtevala precejšnjo mero koncentracije in discipline, saj bi, če sila ne bi bila uporabljena enakomerno, čezmerna obremenitev vrvi povzročila pretrganje.
Žerjavi so se v tem obdobju uporabljali tudi doma. Za nihanje loncev in kotličkov nad ognjem so uporabljali dimniški ali kaminski žerjav, višino pa so nastavljali s podstavkom.
- Primeri zgodnjih modernih žerjavov
- Postavitev vatikanskega obeliska leta 1586 s pomočjo dvižnega stolpa
- Stara fotografija žerjava iz 15. stoletja na južnem stolpu stolnice pred dokončanjem
- Žerjav za kamin

### Industrijska revolucija
Z začetkom industrijske revolucije so v pristaniščih postavili prve sodobne žerjave za nakladanje tovora. Leta 1838 je industrialec in poslovnež William Armstrong zasnoval hidravlični žerjav na vodni pogon. Njegova zasnova je uporabila ram v zaprtem cilindru, ki ga je potisnila tekočina pod pritiskom, ki je vstopila v valj, ventil pa je uravnaval količino vnosa tekočine glede na obremenitev žerjava. Ta mehanizem, hidravlično dvigalo, je nato potegnil verigo, da je dvignil breme.
Leta 1845 je bila uvedena shema za zagotavljanje vode po cevovodih iz oddaljenih rezervoarjev za gospodinjstva v Newcastlu. Armstrong je bil vključen v to shemo in je družbi Newcastle Corporation predlagal, da bi presežni pritisk vode v spodnjem delu mesta uporabili za pogon enega od njegovih hidravličnih žerjavov za nakladanje premoga na barže na Quaysideu. Trdil je, da bo njegov izum opravil delo hitreje in ceneje kot običajni žerjavi. Korporacija se je strinjala z njegovim predlogom in poskus se je izkazal za tako uspešnega, da so na Quayside namestili še tri hidravlične žerjave.
Uspeh njegovega hidravličnega žerjava je Armstronga leta 1847 privedel do ustanovitve tovarne Elswick v Newcastlu, kjer so leta 1847 izdelovali svoje hidravlične stroje za žerjave in mostove. Njegovo podjetje je kmalu prejelo naročila za hidravlične žerjave iz Edinburgha in Severnih železnic ter iz Liverpool Docks, pa tudi za hidravlični stroji za pristaniška vrata v Grimsbyju. Podjetje se je s 300 zaposlenimi in letno proizvodnjo 45 žerjavov leta 1850 razširilo na skoraj 4000 delavcev, ki so proizvedli več kot 100 žerjavov na leto do zgodnjih 1860-ih.
Armstrong je naslednjih nekaj desetletij nenehno izboljševal svoj dizajn žerjava; njegova najpomembnejša inovacija je bil hidravlični akumulator. Kjer vodni pritisk na mestu ni bil na voljo za uporabo hidravličnih žerjavov, je Armstrong pogosto zgradil visoke vodne stolpe, da bi zagotovil oskrbo z vodo pod pritiskom. Ko pa je dobavljal žerjave za uporabo v New Hollandu na estuariju Humber, tega ni mogel storiti, ker so bili temelji sestavljeni iz peska. Na koncu je izdelal hidravlični akumulator, valj iz litega železa, opremljen z batom, ki podpira zelo veliko težo. Bat bi se počasi dvignil in povlekel vodo, dokler sila uteži navzdol ni bila zadostna, da je pod velikim pritiskom potisnila vodo pod njim v cevi. Ta izum je omogočil potiskanje veliko večjih količin vode skozi cevi pri konstantnem tlaku, s čimer se je znatno povečala nosilnost žerjava.
Eden od njegovih žerjavov, ki ga je leta 1883 naročila italijanska mornarica in je bil v uporabi do sredine petdesetih let prejšnjega stoletja, še vedno stoji v Benetkah, kjer je zdaj v slabem stanju.

## Deli žerjava
- visok in dokaj tanek jekleni del, ki poteka od tal do vrha žerjava. Pri tleh je zaradi stabilnosti žerjava razširjen.
- sprednji del žerjava. Tudi ta del je iz jekla. Pravokoten je na del, ki poteka od tal do vrha žerjava. Vsebuje tudi kavelj in kovinsko vrv, ki poteka vse do tal. Na kavelj se obesi breme.
- zadnji del žerjava, ki je tudi iz jekla in je vzporeden na del, ki poteka od tal do vrha žerjava. Nanj je privezano breme, ki ima približno enako težo kakor breme, ki ga mora žerjav dvigniti. Služi za ravnotežje žerjava.
- del, ki je med sprednjim in zadnjim delom žerjava. Tam je kabina, v katero se lahko usede človek in žerjav upravlja.